# 4 Heures de Jarama 1996
Navigation
Édition précédente
Les 4 Heures de Jarama 1996, disputées le 14 avril 1996 sur le circuit permanent du Jarama, sont la troisième manche du championnat BPR 1996.

## Course

### Classement de la course
Classement à l'issue de la course (vainqueurs de catégorie en gras),, :
| Pos.   | Catégorie | N° | Écurie                                     | Pilotes                                                      | Châssis                        | Pneus | Tours |
| Pos.   | Catégorie | N° | Écurie                                     | Pilotes                                                      | Moteur                         | Pneus | Tours |
| ------ | --------- | -- | ------------------------------------------ | ------------------------------------------------------------ | ------------------------------ | ----- | ----- |
| 1      | GT1       | 2  | Gulf Racing GTC Motorsport                 | Ray Bellm James Weaver                                       | McLaren F1 GTR                 | M     | 147   |
| 1      | GT1       | 2  | Gulf Racing GTC Motorsport                 | Ray Bellm James Weaver                                       | BMW S70 6.1L V12               | M     | 147   |
| 2      | GT1       | 6  | Gulf Racing GTC Motorsport                 | Lindsay Owen-Jones Pierre-Henri Raphanel                     | McLaren F1 GTR                 | M     | 146   |
| 2      | GT1       | 6  | Gulf Racing GTC Motorsport                 | Lindsay Owen-Jones Pierre-Henri Raphanel                     | BMW S70 6.1L V12               | M     | 146   |
| 3      | GT1       | 28 | Ennea Igol                                 | Jean-Marc Gounon Éric Bernard Paul Belmondo                  | Ferrari F40 GTE                | P     | 146   |
| 3      | GT1       | 28 | Ennea Igol                                 | Jean-Marc Gounon Éric Bernard Paul Belmondo                  | Ferrari 3.5L Turbo V8          | P     | 146   |
| 4      | GT1       | 9  | Franck Muller Watches Giroix Racing Team   | Fabien Giroix Jean-Denis Delétraz Didier Cottaz              | McLaren F1 GTR                 | M     | 145   |
| 4      | GT1       | 9  | Franck Muller Watches Giroix Racing Team   | Fabien Giroix Jean-Denis Delétraz Didier Cottaz              | BMW S70 6.1L V12               | M     | 145   |
| 5      | GT1       | 40 | Pilot Pen Racing                           | Michel Ferté Olivier Thévenin                                | Ferrari F40 LM                 | M     | 144   |
| 5      | GT1       | 40 | Pilot Pen Racing                           | Michel Ferté Olivier Thévenin                                | Ferrari 3.0L Turbo V8          | M     | 144   |
| 6      | GT1       | 11 | Konrad Motorsport                          | Franz Konrad Bob Wollek                                      | Porsche 911 GT2 Evo            | M     | 143   |
| 6      | GT1       | 11 | Konrad Motorsport                          | Franz Konrad Bob Wollek                                      | Porsche 3.6L Turbo Flat-6      | M     | 143   |
| 7      | GT2       | 83 | Marcos Racing International                | Cor Euser Thomas Erdos                                       | Marcos LM600                   | D     | 142   |
| 7      | GT2       | 83 | Marcos Racing International                | Cor Euser Thomas Erdos                                       | Chevrolet 6.0L V8              | D     | 142   |
| 8      | GT2       | 60 | Oberbayern Motorsport                      | Jürgen von Gartzen Patrick Huisman                           | Porsche 911 GT2                | P     | 141   |
| 8      | GT2       | 60 | Oberbayern Motorsport                      | Jürgen von Gartzen Patrick Huisman                           | Porsche 3.6L Turbo Flat-6      | P     | 141   |
| 9      | GT2       | 96 | Larbre Compétition                         | Patrice Goueslard André Ahrlé Michel Neugarten               | Porsche 911 GT2                | M     | 140   |
| 9      | GT2       | 96 | Larbre Compétition                         | Patrice Goueslard André Ahrlé Michel Neugarten               | Porsche 3.6L Turbo Flat-6      | M     | 140   |
| 10     | GT1       | 49 | Freisinger Motorsport                      | Wolfgang Kaufmann Richard Flammang                           | Porsche 911 GT2 Evo            | G     | 140   |
| 10     | GT1       | 49 | Freisinger Motorsport                      | Wolfgang Kaufmann Richard Flammang                           | Porsche 3.6L Turbo Flat-6      | G     | 140   |
| 11     | GT2       | 92 | New Hardware Parr Motorsport               | Bill Farmer Robert Nearn Stéphane Ortelli                    | Porsche 911 GT2                | P     | 139   |
| 11     | GT2       | 92 | New Hardware Parr Motorsport               | Bill Farmer Robert Nearn Stéphane Ortelli                    | Porsche 3.6L Turbo Flat-6      | P     | 139   |
| 12     | GT2       | 64 | Lanzante Motorsport                        | Soames Langton Paul Burdell Stanley Dickens                  | Porsche 911 GT2                | M     | 139   |
| 12     | GT2       | 64 | Lanzante Motorsport                        | Soames Langton Paul Burdell Stanley Dickens                  | Porsche 3.6L Turbo Flat-6      | M     | 139   |
| 13     | GT2       | 78 | Seikel Motorsport                          | Helmut König Hermann Duller                                  | Porsche 911 GT2                | P     | 138   |
| 13     | GT2       | 78 | Seikel Motorsport                          | Helmut König Hermann Duller                                  | Porsche 3.6L Turbo Flat-6      | P     | 138   |
| 14     | GT2       | 56 | Roock Racing                               | Bruno Eichmann Gerd Ruch                                     | Porsche 911 GT2                | M     | 138   |
| 14     | GT2       | 56 | Roock Racing                               | Bruno Eichmann Gerd Ruch                                     | Porsche 3.6L Turbo Flat-6      | M     | 138   |
| 15     | GT2       | 52 | Krauss Rennsporttechnik                    | Bernhard Müller Michael Trunk                                | Porsche 911 GT2                | P     | 137   |
| 15     | GT2       | 52 | Krauss Rennsporttechnik                    | Bernhard Müller Michael Trunk                                | Porsche 3.6L Turbo Flat-6      | P     | 137   |
| 16     | GT2       | 99 | Elf Haberthur Racing                       | Ferdinand de Lesseps Philippe Charriol Bruno Ilien           | Porsche 911 GT2                | P     | 136   |
| 16     | GT2       | 99 | Elf Haberthur Racing                       | Ferdinand de Lesseps Philippe Charriol Bruno Ilien           | Porsche 3.6L Turbo Flat-6      | P     | 136   |
| 17     | GT1       | 5  | Éric Graham                                | Éric Graham Michel Faraut David Velay                        | Venturi 600 LM                 | D     | 136   |
| 17     | GT1       | 5  | Éric Graham                                | Éric Graham Michel Faraut David Velay                        | Renault PRV 3.0L V6 Turbo      | D     | 136   |
| 18     | GT2       | 84 | Promosport Italia                          | Renato Mastropietro Vincenzo Polli Andrea Barenghi           | Porsche 911 GT2                | P     | 136   |
| 18     | GT2       | 84 | Promosport Italia                          | Renato Mastropietro Vincenzo Polli Andrea Barenghi           | Porsche 3.6L Turbo Flat-6      | P     | 136   |
| 19     | GT2       | 79 | Team Jumbo Pão de Açúcar Seikel Motorsport | Pedro Mello Breyner Manuel Mello Breyner Tomaz Mello Breyner | Porsche 911 GT2                | P     | 136   |
| 19     | GT2       | 79 | Team Jumbo Pão de Açúcar Seikel Motorsport | Pedro Mello Breyner Manuel Mello Breyner Tomaz Mello Breyner | Porsche 3.6L Turbo Flat-6      | P     | 136   |
| 20     | GT2       | 50 | Stadler Motorsport                         | Uwe Sick Charles Margueron                                   | Porsche 911 GT2                | P     | 135   |
| 20     | GT2       | 50 | Stadler Motorsport                         | Uwe Sick Charles Margueron                                   | Porsche 3.6L Turbo Flat-6      | P     | 135   |
| 21     | GT1       | 1  | West Competition David Price Racing        | John Nielsen Thomas Bscher                                   | McLaren F1 GTR                 | G     | 135   |
| 21     | GT1       | 1  | West Competition David Price Racing        | John Nielsen Thomas Bscher                                   | BMW S70 6.1L V12               | G     | 135   |
| 22     | GT1       | 8  | BBA Compétition                            | Javier Camp Hans Hugenholtz Jean-Luc Maury-Laribière         | McLaren F1 GTR                 | D     | 134   |
| 22     | GT1       | 8  | BBA Compétition                            | Javier Camp Hans Hugenholtz Jean-Luc Maury-Laribière         | BMW S70 6.1L V12               | D     | 134   |
| 23     | GT1       | 16 | Karl Augustin                              | Karl Augustin Ernst Gschwender                               | Porsche 911 GT2 Cetoni         | G     | 133   |
| 23     | GT1       | 16 | Karl Augustin                              | Karl Augustin Ernst Gschwender                               | Porsche 3.6L Turbo Flat-6      | G     | 133   |
| 24     | GT2       | 65 | Roock Racing                               | François Lafon Lucien Guitteny Jean-Marc Smadja              | Porsche 911 GT2                | M     | 133   |
| 24     | GT2       | 65 | Roock Racing                               | François Lafon Lucien Guitteny Jean-Marc Smadja              | Porsche 3.6L Turbo Flat-6      | M     | 133   |
| 25     | GT2       | 80 | M2 Team Porsche Club Belgium               | Thierry van Dalen Leo van Sande                              | Porsche 911 GT2                | P     | 130   |
| 25     | GT2       | 80 | M2 Team Porsche Club Belgium               | Thierry van Dalen Leo van Sande                              | Porsche 3.6L Turbo Flat-6      | P     | 130   |
| 26     | GT2       | 51 | Proton Competition                         | Patrick Vuillaume Christian Pellieux                         | Porsche 911 GT2                | P     | 130   |
| 26     | GT2       | 51 | Proton Competition                         | Patrick Vuillaume Christian Pellieux                         | Porsche 3.6L Turbo Flat-6      | P     | 130   |
| 27     | GT2       | 81 | M2 Team Porsche Club Belgium               | Eddy van der Pluym Guy Grammet                               | Porsche 911 GT2                | P     | 129   |
| 27     | GT2       | 81 | M2 Team Porsche Club Belgium               | Eddy van der Pluym Guy Grammet                               | Porsche 3.6L Turbo Flat-6      | P     | 129   |
| 28     | GT2       | 53 | Yellow Racing                              | Christian Heinkelé Tony Ring Jean Gay                        | Ferrari F355 GT                | M     | 128   |
| 28     | GT2       | 53 | Yellow Racing                              | Christian Heinkelé Tony Ring Jean Gay                        | Ferrari F131 3.5L V8           | M     | 128   |
| 29     | GT2       | 59 | Raymond Touroul                            | Didier Ortion Jean-Louis Ricci Raymond Touroul               | Porsche 911 GT2                | ?     | 127   |
| 29     | GT2       | 59 | Raymond Touroul                            | Didier Ortion Jean-Louis Ricci Raymond Touroul               | Porsche 3.6L Turbo Flat-6      | ?     | 127   |
| 30     | GT2       | 75 | Agusta Racing Team                         | Rocky Agusta Philippe Smaniotto                              | Callaway Corvette Supernatural | D     | 124   |
| 30     | GT2       | 75 | Agusta Racing Team                         | Rocky Agusta Philippe Smaniotto                              | Chevrolet LT1 6.2L V8          | D     | 124   |
| 31 DNF | GT1       | 3  | Harrods Mach One Racing David Price Racing | Andy Wallace Olivier Grouillard                              | McLaren F1 GTR                 | G     | 141   |
| 31 DNF | GT1       | 3  | Harrods Mach One Racing David Price Racing | Andy Wallace Olivier Grouillard                              | BMW S70 6.1L V12               | G     | 141   |
| 32 DNF | GT1       | 27 | Ennea Igol                                 | Luciano Della Noce Anders Olofsson                           | Ferrari F40 GTE                | P     | 134   |
| 32 DNF | GT1       | 27 | Ennea Igol                                 | Luciano Della Noce Anders Olofsson                           | Ferrari 3.5L Turbo V8          | P     | 134   |
| 33 DNF | GT1       | 47 | Larbre Compétition                         | Jean-Luc Chéreau Jesús Pareja Jack Leconte                   | Porsche 911 GT2 Evo            | P     | 131   |
| 33 DNF | GT1       | 47 | Larbre Compétition                         | Jean-Luc Chéreau Jesús Pareja Jack Leconte                   | Porsche 3.6L Turbo Flat-6      | P     | 131   |
| 34 DNF | GT2       | 69 | Proton Competition                         | Peter Erl Gerold Ried Andy Bovensiepen                       | Porsche 911 GT2                | P     | 127   |
| 34 DNF | GT2       | 69 | Proton Competition                         | Peter Erl Gerold Ried Andy Bovensiepen                       | Porsche 3.6L Turbo Flat-6      | P     | 127   |
| 35 DNF | GT2       | 87 | RWS Brun Motorsport                        | Raffaele Sangiuolo Duncan Huisman                            | Porsche 911 GT2                | P     | 122   |
| 35 DNF | GT2       | 87 | RWS Brun Motorsport                        | Raffaele Sangiuolo Duncan Huisman                            | Porsche 3.6L Turbo Flat-6      | P     | 122   |
| 36 DNF | GT1       | 7  | G-Force Racing                             | John Greasley John Morrison                                  | Porsche 911 GT2 Evo            | P     | 117   |
| 36 DNF | GT1       | 7  | G-Force Racing                             | John Greasley John Morrison                                  | Porsche 3.6L Turbo Flat-6      | P     | 117   |
| 37 DNF | GT2       | 55 | Stadler Motorsport                         | Lilian Bryner Enzo Calderari                                 | Porsche 911 GT2                | P     | 101   |
| 37 DNF | GT2       | 55 | Stadler Motorsport                         | Lilian Bryner Enzo Calderari                                 | Porsche 3.6L Turbo Flat-6      | P     | 101   |
| 38 DNF | GT2       | 57 | Freisinger Motorsport                      | Manfred Jurasz Marc Schoonbroodt                             | Porsche 911 GT2                | G     | 97    |
| 38 DNF | GT2       | 57 | Freisinger Motorsport                      | Manfred Jurasz Marc Schoonbroodt                             | Porsche 3.6L Turbo Flat-6      | G     | 97    |
| 39 DNF | GT1       | 4  | Roock Racing                               | Jean-Pierre Jarier Altfrid Heger                             | Porsche 911 GT2 Evo            | M     | 97    |
| 39 DNF | GT1       | 4  | Roock Racing                               | Jean-Pierre Jarier Altfrid Heger                             | Porsche 3.6L Turbo Flat-6      | M     | 97    |
| 40 DNF | GT1       | 43 | JCB Racing Raymond Touroul                 | Jean-Claude Basso Henri Pescarolo                            | Venturi 600 LM                 | D     | 97    |
| 40 DNF | GT1       | 43 | JCB Racing Raymond Touroul                 | Jean-Claude Basso Henri Pescarolo                            | Renault PRV 3.0L V6 Turbo      | D     | 97    |
| 41 DNF | GT1       | 17 | Viper Team Oreca                           | Philippe Gache Éric Hélary                                   | Chrysler Viper GTS-R           | M     | 77    |
| 41 DNF | GT1       | 17 | Viper Team Oreca                           | Philippe Gache Éric Hélary                                   | Chrysler 8.0L V10              | M     | 77    |
| 42 DNF | GT2       | 91 | V de V Racing Team                         | Eric van de Vyver Philippe Adams                             | Gillet Vertigo                 | M     | 60    |
| 42 DNF | GT2       | 91 | V de V Racing Team                         | Eric van de Vyver Philippe Adams                             | Ford Cosworth YB 2.0L Turbo I4 | M     | 60    |
| 43 DNF | GT2       | 88 | Konrad Motorsport                          | Toni Seiler André Lara Resende                               | Porsche 911 GT2                | M     | 54    |
| 43 DNF | GT2       | 88 | Konrad Motorsport                          | Toni Seiler André Lara Resende                               | Porsche 3.6L Turbo Flat-6      | M     | 54    |
| 44 DNF | GT2       | 76 | Agusta Racing Team                         | Almo Coppelli Marco Spinelli                                 | Callaway Corvette Supernatural | D     | 45    |
| 44 DNF | GT2       | 76 | Agusta Racing Team                         | Almo Coppelli Marco Spinelli                                 | Chevrolet LT1 6.2L V8          | D     | 45    |
| 45 DNF | GT1       | 20 | Venturi Team Lécuyer                       | Laurent Lécuyer Philippe Favre Bernard Chauvin               | Venturi 600 SLM                | M     | 43    |
| 45 DNF | GT1       | 20 | Venturi Team Lécuyer                       | Laurent Lécuyer Philippe Favre Bernard Chauvin               | Renault PRV 3.0L V6 Turbo      | M     | 43    |
| 46 DNF | GT1       | 29 | Ferrari Club Italia Ennea SRL              | Luca Drudi Piero Nappi Mauro Martini                         | Ferrari F40 GTE                | P     | 41    |
| 46 DNF | GT1       | 29 | Ferrari Club Italia Ennea SRL              | Luca Drudi Piero Nappi Mauro Martini                         | Ferrari 3.5L Turbo V8          | P     | 41    |
| 47 DNF | GT1       | 22 | Lotus Racing                               | Jan Lammers Perry McCarthy                                   | Lotus Esprit V8 Turbo          | M     | 35    |
| 47 DNF | GT1       | 22 | Lotus Racing                               | Jan Lammers Perry McCarthy                                   | Lotus 3.5L Turbo V8            | M     | 35    |
| 48 DNF | GT1       | 21 | Lotus Racing                               | Mike Hezemans Alexander Portman                              | Lotus Esprit V8 Turbo          | M     | 32    |
| 48 DNF | GT1       | 21 | Lotus Racing                               | Mike Hezemans Alexander Portman                              | Lotus 3.5L Turbo V8            | M     | 32    |
| 49 DNF | GT1       | 14 | Repsol Kremer Racing                       | Tomás Saldaña Alfonso de Orleans Bourbon Christophe Bouchut  | Porsche 911 GT2 Evo            | G     | 18    |
| 49 DNF | GT1       | 14 | Repsol Kremer Racing                       | Tomás Saldaña Alfonso de Orleans Bourbon Christophe Bouchut  | Porsche 3.6L Turbo Flat-6      | G     | 18    |
| DNS    | GT1       | 30 | Quattro Pilotage                           | Thierry Guiod Patrick Pelissier                              | Porsche 911 Bi-Turbo           | ?     | -     |
| DNS    | GT1       | 30 | Quattro Pilotage                           | Thierry Guiod Patrick Pelissier                              | Porsche 3.6L Turbo Flat-6      | ?     | -     |
| DNS    | GT1       | 48 | Freisinger Motorsport                      | Emilio de Villota Clay Regazzoni Fulvio Ballabio             | Porsche 911 Bi-Turbo           | G     | -     |
| DNS    | GT1       | 48 | Freisinger Motorsport                      | Emilio de Villota Clay Regazzoni Fulvio Ballabio             | Porsche 3.8L Turbo Flat-6      | G     | -     |
| DNQ    | GT2       | 73 | Morgan Motor Company                       | Charles Morgan William Wykeham                               | Morgan Plus 8 GTR              | D     | -     |
| DNQ    | GT2       | 73 | Morgan Motor Company                       | Charles Morgan William Wykeham                               | Rover V8 5.0L V8               | D     | -     |